# Motochorro
Als motochorros (Spanisch: moto = Motorrad – chorro = Dieb) werden in Lateinamerika Kriminelle bezeichnet, die auf einem Motorrad Raubüberfälle, Morde und andere Straftaten begehen und ihr Zweirad zur schnellen Flucht benutzen. Der getragene Motorradhelm dient dabei oft zur Vermummung. Der Ausdruck entstand aus dem Polizeijargon der 2000er Jahre und verbreitete sich zunächst umgangssprachlich in Argentinien, Brasilien, Chile, Paraguay, Peru und Uruguay, bald darauf auch in der Schriftsprache im südlichen Teil des Kontinents, wo es jedoch als „importiertes“ Verbrechen aus Kolumbien und Mexiko angesehen wird. Ein ähnliches Phänomen gibt es bereits seit den 1980er Jahren in Spanien und Italien (Neapel), wird dort jedoch mit den viel langsameren und weniger wendigen Vespa-Motorrollern durchgeführt.
Das Motorrad ist bei den Straftaten entweder mit nur einer Person besetzt, dann erfolgt die Tat als Überraschung, wenn das Opfer abgelenkt oder beschäftigt ist, oder in den meisten Fällen mit zwei Personen besetzt, die als Einschüchterungstat begangen wird, wo der Mitfahrer die Wertsachen der Raubopfer entwendet und, falls sie sich wehren oder die Flucht verhindern, auch erschießt. Gelegentlich werden ihnen von einem dritten Mittäter, der zu Fuß als „Kundschafter“ unterwegs ist, Tipps gegeben, welche Person beispielsweise gerade bei einer Bank Geld abgehoben hat, eine wertvolle Uhr trägt o. ä. Zunehmend werden die Straftaten auch in Gruppen von Motochorros begangen, die ihre Opfer einkreisen, mit einer Waffe bedrohen und anschließend berauben.
Wie eine Studie der Polizei von Santiago de Chile ergab, werden zu 75 % Mobiltelefone und zu 20 % Brieftaschen und Rucksäcke geraubt. Als Hauptschauplätze dieser Verbrechensart gelten die Nähe von Banken und Verkehrsampeln. Die Aufklärungsquote liegt z. B. in Chile bei unter 5 % und die Mehrheit der Festgenommenen waren Migranten unter 30 Jahren. Allein in Buenos Aires wurden im Juni 2023 täglich rund 150 Überfälle von Motochorros bei der Polizei angezeigt, die jedoch mit einer weit höheren Dunkelziffer rechnet. In den ersten neun Monaten des Jahres 2023 waren es in Buenos Aires 12.000 angezeigte Motochorro-Überfälle mit 50 Toten. 2022 waren es in Argentinien insgesamt noch rund 7000 derartige Überfälle mit fast 40 Toten. Allerdings wurden in Buenos Aires 90 % der festgenommenen Motochorros nach 48 Stunden wieder auf freien Fuß gesetzt. Lediglich die Motorräder wurden eingezogen. Um ihr „Kapital“ zu schützen, wenden die Straftäter seit 2019 eine neue Taktik an. Sie tauschen vorher ihre Fahrzeuge einfach aus, sodass der nicht an dem Überfall beteiligte „unschuldige“ Halter sein Motorrad wieder problemlos von der Polizei abholen kann. In Argentinien und Paraguay werden häufig aber auch andere Motorradfahrer von Motochorrogruppen ihrer Motorräder beraubt, die dann wieder für weitere Straftaten benutzt werden.
Infolge der Machtlosigkeit des Staates gegenüber der enormen Zunahme dieser Verbrechen üben manche Autofahrer, die Zeuge eines solchen Überfalls werden, Selbstjustiz und überfahren die Delinquenten nach einer Verfolgungsjagd. Gelegentlich nehmen auch die Opfer selbst, die vorher in ihrem Auto beraubt worden sind, die Verfolgung auf und fahren die Täter an, um ihren Besitz wiederzuerlangen.

## Maßnahmen des Staates
In Argentinien wurde im Dezember 2019 die motorisierte Sonderbrigade der Polizei Linces geschaffen, die Motochorros effektiver bekämpfen soll. Sie besteht aus 80 Beamten, die mit 40 Motorrädern des Typs Kawasaki KLE 650 Versys ausgestattet sind, da diese Straftäter mit traditionellen Fahrzeugen nur schwer zu verfolgen sind.
In Ecuador, wo in manchen Städten wie Guayaquil 60 % der Raubdelikte von Motochorros begangen werden, erließ das Verkehrsministerium im Juni 2022 einen Erlass, nach dem keine Mitfahrer auf Motorrädern erlaubt sind, mit wenigen Ausnahmen wie Ehefrau, Kinder bis 12 Jahre, Senioren etc.
In Peru, wo täglich durchschnittlich 4750 Mobiltelefone geraubt werden, wurde im Oktober 2023 eine „automatische“ Freiheitsstrafe von 20 bis 30 Jahren für Motochorros eingeführt. Bei fußläufigem Telefonraub liegt sie nur zwischen 12 und 20 Jahren.